# Kyōto Shugoshoku
El Comisionado Militar de Kioto (京都守護職, Kyōto Shugoshoku) fue un rango burocrático japonés del shogunato Tokugawa que existió entre 1862 y 1867. El asignado era responsable de mantener la paz en la ciudad de Kioto y sus alrededores, y en este rol suplantaba y excedía al Kyoto Shoshidai, ambos puestos existieron hasta 1867, cuando ambos fueron abolidos.
Matsudaira Katamori de Aizu fue quién ocupó ese cargo en la mayor parte de su existencia, excepto un breve periodo en 1864, cuando fue ocupado por Matsudaira Yoshinaga del dominio Fukui.

## Lista deshugoshoku
- Matsudaira Katamori (1862-1864, 1864-1868).[1]
- Matsudaira Yoshinaga, también conocido como Matsudaira Keiei (1864).[1]